# Letectvo Spojených států amerických
Letectvo Spojených států amerických (anglicky United States Air Force; USAF) je součástí Ozbrojených sil Spojených států a jednou z osmi amerických uniformovaných složek. Aktivně v něm slouží 321 848 mužů i žen, má k dispozici přibližně 5500 letadel a přibližně 400 ICBM. USAF i jeho předchůdci se zúčastnili mnoha válečných konfliktů po celém světě.
Vytvořeno bylo výnosem Shromáždění národní bezpečnosti z roku 1947, přičemž za den jeho oficiálního vzniku se považuje 18. září 1947. Velitelem USAF je náčelník štábu letectva. Náčelník štábu letectva je čtyřhvězdičkový generál jmenovaný prezidentem, který je zároveň jedním z pěti náčelníků Spojeného generálního štábu. Ten zároveň slouží jako poradce prezidenta, Národního bezpečnostního shromáždění (NSC), ministra obrany a ministra letectví. Od svého vzniku byla organizační struktura USAF neustále revidována, v reakci na světové události a politický vývoj ve světě i v USA. Naposledy zaznamenala struktura USAF organizační změnu v srpnu 2009, kdy bylo ustanoveno 10. hlavní velitelství vzdušných sil (MAJCOM). Každé hlavní velitelství se zodpovídá ministru obrany prostřednictvím náčelníka generálního štábu letectva. Některá z nich podporují i Spojené bojové velitelství nebo podřízené velitelství tím způsobem, že jim poskytují detašované letecké jednotky (C-NAF). Hlavní velitelství se dále dělí na kombinované vzdušné síly (NAF), křídla, skupiny, perutě a letky.

## Současná situace

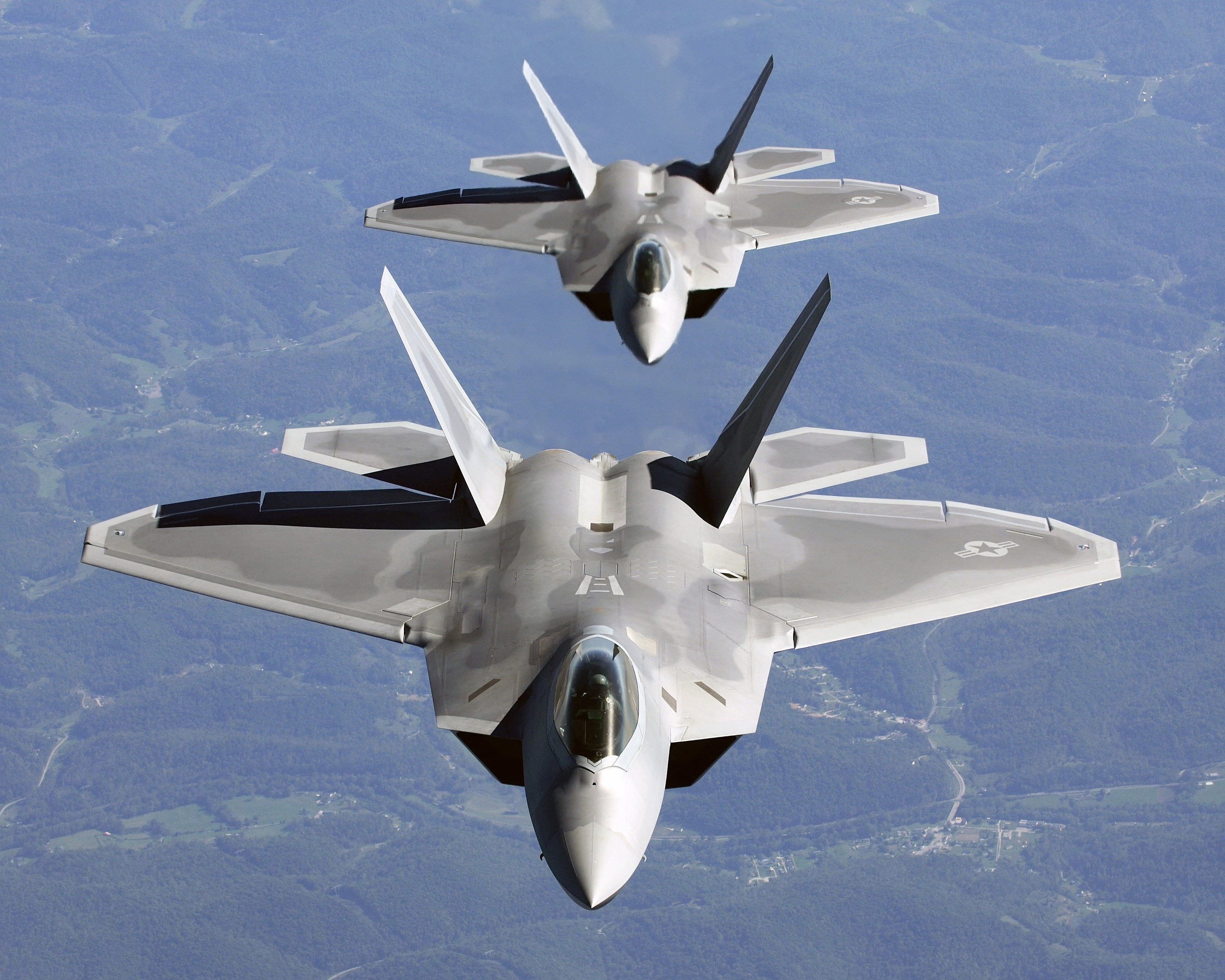
F-22 Raptor

USAF je jednou z největších vzdušných sil na světě. I tak ale bojuje se svým poměrně napjatým rozpočtem při naplňování operačních snah i snah modernizačních. V současnosti (2011) USAF zaměstnává 686 944 osob, při čemž 331 700 patří k aktivním vzdušným silám, 69 500 je přiděleno k Velitelství záložních leteckých sil (Air Force Reserve Command), 106 700 osob slouží v Národní letecké gardě a zbytek tvoří 179 044 civilních pracovníků. Celkem 13 let podporovaly vzdušné síly operaci Trvalá svoboda (Enduring Freedom) v Afghánistánu a přes 8 let operaci Irácká svoboda (Iraqi Freedom) v Iráku. V reakci na potřebu doplňkových informací v boji proti povstalcům v Iráku a Afghánistánu rozšířilo USAF nasazení bezpilotních letounů (RPA), čímž zároveň vznikla potřeba nového personálu, jeho výcviku k ovládání, ale i údržbě těchto strojů. I přesto, že stíhačky F-22 zatím nebyly bojově nasazeny v operacích v Iráku, Afghánistánu ani Libyi, jsou v současnosti pravidelně nasazovány v Pacifiku při podpoře leteckého expedičního sboru a jeho potřeb. USAF zavedlo do výzbroje svůj 160. stroj F-22 v květnu 2010, přičemž výroba tohoto stroje páté generace je ohraničena množstvím 187 kusů.
Přesto však USAF počítá s nákupem a nasazením letounů Lockheed Martin F-35 Lightning II, a to i navzdory zvyšování ceny programu a pomalému procesu nasazování tohoto stroje. Nehledě na tyto problémy začalo USAF postupně vyřazovat z provozu 254 letadel, jako součást restrukturalizace letectva. V květnu 2010 zveřejněný rozpočet na fiskální rok 2011, počítá s vyřazením dalších 59 strojů, včetně 28 kusů C-130E a 17 kusů C-5A. Nedávno dokončená studie o požadované schopnosti mobility (MCRS) vyústila do nového operačního plánu pro nasazení strojů C-17 v počtu 223 kusů a C-5 v počtu 89 kusů, včetně 52 plně modernizovaných strojů C-5M. I přesto, že C-5A nezíská nové motory nebo jiné úpravy související s programem rozšiřování způsobilosti a instalace nových motorů (RERP), nemodernizovaných strojům bude alespoň vyměněna avionika. V současnosti USAF provozuje 112 kusů strojů C-5, v rámci programu vyřazovaní starších strojů předpokládá vyřazení 23 letadel verze C-5A. Mezitím armádní plánovači schválili nákup 10 dodatečných strojů C-17A, přičemž celkové množství těchto strojů zvýšili na 233 kusů. Po vyřazení strojů verze C-130E bude disponovat transportní letectvo USAF přibližně 400 kusy C-130H/J a 38 kusů C-27J.
Implementace posledních rozhodnutí programu na přesun a uzavírání leteckých základen (BRAC) z roku 2005 byla již téměř dokončena. Všechny zbývající perutě USAF, které podléhají tomuto rozhodnutí, budou deaktivovány do 30. září 2011. V rámci tohoto programu budou americké námořnictvo a americká armáda vytvářet společné základny (joint bases). Tento krok konsoliduje operační funkce, které byly předtím duplikované.

## Základny USAF
Vojenská letiště Air Force na americkém výsostném území mají označení „Air Force Base“ (AFB), mimo něj „Air Base“ (AB), menší pak „Air Station“ (AS). Letiště využívaná jinými ozbrojenými silami pak mají odlišná označení.

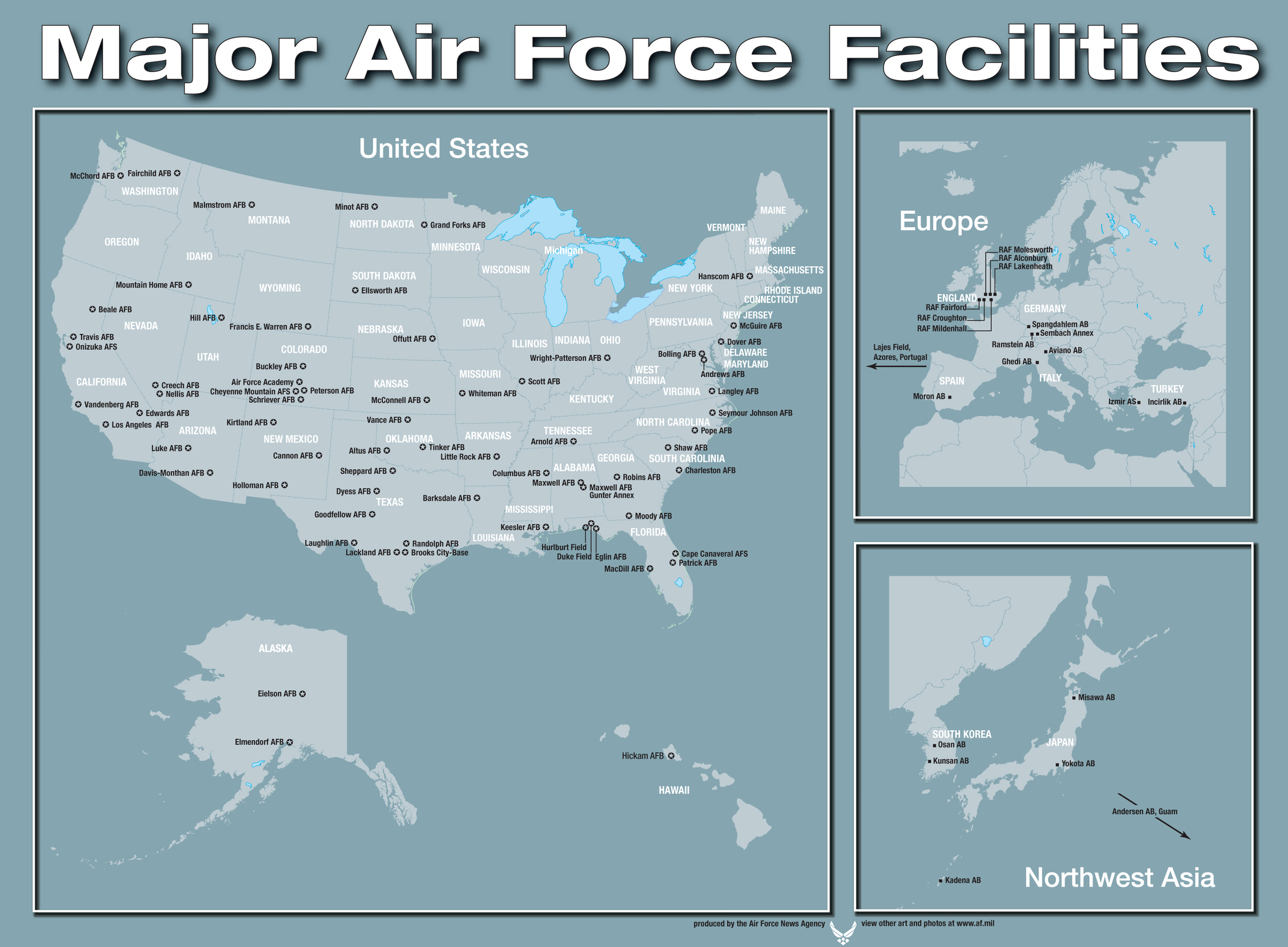
Mapka nejdůležitějších základen

### Základny v USA
výběr:
- Andrews Air Force Base, Maryland
- Barksdale Air Force Base, Louisiana
- Beale Air Force Base, Kalifornie
- Castle Air Force Base, Kalifornie
- Davis-Monthan Air Force Base, Arizona
- Dyess Air Force Base, Texas
- Edwards Air Force Base, Kalifornie
- Eglin Air Force Base, Florida
- Ellsworth Air Force Base, Jižní Dakota
- Elmendorf Air Force Base, Aljaška
- Hickam Air Force Base, Havaj
- Holloman Air Force Base, Nové Mexiko
- Lackland Air Force Base, Texas, sídlo ISR
- Langley Air Force Base, Virginie
- Luke Air Force Base, Arizona
- MacDill Air Force Base, Florida
- McConnell Air Force Base, Kansas
- Minot Air Force Base, Severní Dakota
- Mountain Home Air Force Base, Idaho
- Nellis Air Force Base, Nevada
- Offutt Air Force Base, Nebraska
- Peterson Air Force Base, Colorado
- Pope Air Force Base, Severní Karolína
- Randolph Air Force Base, Texas
- Schriever Air Force Base, Colorado
- Scott Air Force Base, Illinois
- Sheppard Air Force Base, Texas
- Tinker Air Force Base, Oklahoma
- Tyndall Air Force Base, Florida
- Travis Air Force Base, Kalifornie
- Vandenberg Air Force Base, Kalifornie
- Whiteman Air Force Base, Missouri
- Wright-Patterson Air Force Base, Ohio

### Základny mimo USA
výběr:
- Andersen Air Force Base, Guam
- Aviano Air Base, Itálie
- Berlín Tempelhof, Německo, do června 1993
- Clark Air Base (1903-1991), Filipíny
- Incirlik Air Base, Turecko
- Joint Base Balad, Irák
- Kadena Air Base, Japonsko
- Kunsan Air Base, Jižní Korea
- Misawa Air Base, Japonsko
- Ramstein Air Base, Německo
- Thule Air Base, Grónsko
- Osan Air Base, Jižní Korea
- Yokota Air Base, Japonsko

## Nasazení v konfliktech
výběr:
- 1947–1992 operační připravenost bombardérů s jadernými zbraněmi během studené války.
- 1950–1953 Korejská válka.
- 1964 Povstání Simba, Konžská krize
- 1964–1973 Vietnamská válka.
- 1973 Operace Nickel Grass, letecký most se zbraněmi do Izraele během Jomkipurské války.
- 1980 Operace Eagle Claw, operace k záchraně rukojmích z velvyslanectví USA v Teheránu v dubnu 1980.
- 1986 Operace El Dorado Canyon, nálet proti cílům v Libyi.
- 1990–1991 Operace Pouštní štít, ochrana Saúdské Arábie.
- 1991 Operace Pouštní bouře, Irák.
- 1991–1996 Operace Provide Comfort, zajištění bezletové zóny v Iráku na sever od 36. rovnoběžky.
- 1991–2003 Operace Southern Watch, zajištění bezletové zóny jižně od 33. rovnoběžky v Iráku.
- 1993–1995 Operace Deny Flight, bezletová zóna nad Bosnou a Hercegovinou.
- 1995 Operace Rozhodná síla, bombardování v Bosně a Hercegovině.
- 1996 Operace Desert Strike, bombardování v Iráku.
- 1997–2003 Operace Northern Watch, bezletová zóna severně od 36. rovnoběžky v Iráku
- 1998 Operace Pouštní liška, bombardování v Iráku.
- 1999 Operace Spojenecká síla, bombardování v Kosovu a Srbsku.
- 2001–2021 Operace Enduring Freedom, bombardování v Afghánistánu.
- 2003–2010 Operace Iraqi Freedom, invaze a bombardování v Iráku.
- 2011 Operace Odyssey Dawn, bezletová zóna nad Libyí.
- 2014–současnost Operace Inherent Resolve, součást války proti Islámskému státu

## Seznam letadel
| Letadlo                               | Foto            | Země původu     | Úloha                                         | Verze             | Ve službě       | Poznámky |
| Stíhací letadla                       | Stíhací letadla | Stíhací letadla | Stíhací letadla                               | Stíhací letadla   | Stíhací letadla | Stíhací letadla |
| ------------------------------------- | --------------- | --------------- | --------------------------------------------- | ----------------- | --------------- | --- |
| McDonnell Douglas F-15 Eagle          |                 | USA             | stíhač k vybojování vzdušné nadvlády          | F-15C             | 266             | 18 strojů F-15C bylo vybaven AESA radarem APG-63(V)2. |
| McDonnell Douglas F-15E Strike Eagle  |                 | USA             | víceúčelové stíhací letadlo/stíhací bombardér | F-15E             | 219             | Do března 2013 bylo 8 strojů F-15E vybavených AESA radarem AN/APG-82 (V) 1, celkově se takto plánuje zmodernizovat 217 stíhaček. Modernizace by měla udržet stroje F-15 ve službě do roku 2035. |
| General Dynamics F-16 Fighting Falcon |                 | USA             | víceúčelové stíhací letadlo                   | F-16C             | 778             | F-16C mají být postupně nahrazeny stroji F-35A. |
| Lockheed Martin/Boeing F-22 Raptor    |                 | USA             | stíhač k vybojování vzdušné nadvlády          |                   | 186             | 149 letadel bylo zmodernizováno na úroveň Block 3.1, v jejímž rámci byly integrované pumy typu JDAM a SDB.                                                                                      |
| Lockheed Martin F-35 Lightning II     |                 | USA             | víceúčelové stíhací letadlo                   | F-35A             | 400             | F-35A by měly dosáhnout počáteční operační schopnosti do srpna 2016 a plné operační schopnosti do roku 2022. Dalších 1 534 objednaných.                                                         |
| Bojová letadla                        |                 |                 |                                               |                   |                 | |
| Fairchild A-10 Thunderbolt II         |                 | USA             | bitevní letoun                                | A-10C             | 287             | A-10C mají být postupně nahrazeny stroji F-35A. |
| Lockheed AC-130                       |                 | USA             | letoun palebné podpory                        | AC-130JAC-130U/W  | 1120            | |
| Bombardéry                            |                 |                 |                                               |                   |                 | |
| Rockwell B-1 Lancer                   |                 | USA             | strategický bombardér                         | B-1B              | 59              | |
| Northrop B-2 Spirit                   |                 | USA             | strategický bombardér                         | B-2               | 20              | |
| Boeing B-52 Stratofortress            |                 | USA             | strategický bombardér                         | B-52H             | 74              | |
| Dopravní letadla                      |                 |                 |                                               |                   |                 | |
| Lockheed C-5 Galaxy                   |                 | USA             | strategické transportní letadlo               | C-5M              | 52              | |
| Boeing C-17 Globemaster III           |                 | USA             | strategické transportní letadlo               | C-17              | 222             | |
| Lockheed C-130 Hercules               |                 | USA             | taktické transportní letadlo                  | C-130HLC-130      | 19210           | |
| Lockheed Martin C-130J Super Hercules |                 | USA             | taktické transportní letadlo                  | C-130J            | 132             | Objednaných dalších 18. |
| Boeing C-32                           |                 | USA             | doprava VIP                                   | C-32B             | 4               | |
| Dornier 328                           |                 | Německo         | dopravní letadlo (pro cestující)              | C-146A            | 20              | |
| PZL M28 Skytruck                      |                 | Polsko          | dopravní letadlo (pro cestující)              | C-145A            | 5               | |
| Beechcraft 1900                       |                 | USA             | dopravní letadlo (pro cestující)              | C-12J             | 3               | |
| Boeing C-40                           |                 | USA             | dopravní letadlo (pro cestující)              | C-40B/C           | 12              | |
| Cessna 208 Caravan                    |                 | USA             | dopravní letadlo (pro cestující)              | UC-27B            | 2               | |
| de Havilland Canada DHC-6 Twin Otter  |                 | Kanada          | letadlo armádního parašutistického týmu       | UV-18             | 1               | |
| Gulfstream IV                         |                 | USA             | doprava VIP                                   | C-20A/B/C/F       | 1               | |
| Beechcraft C-12 Huron                 |                 | USA             | dopravní letadlo (pro cestující)              | C-12              | 23              | |
| Learjet 35                            |                 | USA             | doprava VIP                                   | C-21A             | 18              | |
| Fairchild Swearingen Metroliner       |                 | USA             | dopravní letadlo (pro cestující)              | C-26A             | 1               | |
| Pilatus PC-12                         |                 | Švýcarsko       | dopravní letadlo (pro cestující)              | U-28A             | 12              | |
| Letadla speciálního určení            |                 |                 |                                               |                   |                 | |
| Boeing E-3 Sentry                     |                 | USA             | letadlo včasné výstrahy a řízení              | E-3B/C/G          | 31              | |
| Northrop Grumman E-8 Joint STARS      |                 | USA             | letadlo velení a řízení, průzkumné letadlo    | E-8C              | 16              | |
| Boeing E-4                            |                 | USA             | letadlo velení a řízení                       | E-4B              | 4               | |
| CASA/IPTN CN-235                      |                 | Španělsko       | SIGINT                                        | CN-235            | 5               | |
| Bombardier Dash 8                     |                 | USA Kanada      | průzkumné letadlo                             | E-9A              | 3               | |
| Lockheed EC-130                       |                 | USA             | letadlo pro rádioelektronický boj             | EC-130HEC-130J    | 147             | |
| Bombardier Global Express             |                 | USA             | letadlo pro komunikační spojení               | E-11A             | 4               | |
| Lockheed HC-130                       |                 | USA             | záchranné letadlo                             | HC-130JHC-130N    | 1417            | |
| Boeing KC-135 Stratotanker            |                 | USA             | tankovací letadlo                             | KC-135R           | 1               | |
| Beechcraft C-12 Huron                 |                 | USA             | průzkumné letadlo                             | MC-12W            | 53              | |
| Fairchild Swearingen Metroliner       |                 | USA             | průzkumné letadlo                             | RC-26B            | 11              | |
| Boeing OC-135B Open Skies             |                 | USA             | průzkumné letadlo                             | OC-135            | 2               | |
| Pilatus PC-12                         |                 | Švýcarsko       | průzkumné letadlo                             | U-28              | 16              | |
| Boeing RC-135                         |                 | USA             | letadlo elektronického průzkumu               | RC-135            | 21              | |
| Lockheed U-2                          |                 | USA             | průzkumné letadlo                             | U-2S              | 26              | |
| Lockheed WC-130                       |                 | USA             | letadlo pro průzkum počasí                    | WC-130J           | 10              | |
| Boeing WC-135 Constant Phoenix        |                 | USA             | letadlo pro průzkum počasí                    | WC-135C/W         | 2               | |
| McDonnell Douglas KC-10               |                 | USA             | tankovací letadlo                             | KC-10             | 59              | |
| Boeing KC-135 Stratotanker            |                 | USA             | tankovací letadlo                             | KC-135R/T         | 396             | |
| Lockheed MC-130                       |                 | USA             | tankovací letadlo                             | MC-130H/PMC-130J  | 1651            | Objednáno dalších 13 letadel verze MC-130J. |
| Boeing KC-46 Pegasus                  |                 | USA             | tankovací letadlo                             |                   | 23              | Objednaných dalších 38. |
| Gulfstream G550                       |                 | USA             | SIGINT/PSYOP                                  | EC-35B            |                 | Objednány další 3. |
| Cvičná letadla                        |                 |                 |                                               |                   |                 | |
| Northrop Grumman E-8 Joint STARS      |                 | USA             | cvičné letadlo                                | E-8C              | 1               | |
| T-1 Jayhawk                           |                 | USA             | cvičné letadlo                                |                   | 176             | |
| Boeing C-135                          |                 | USA             | cvičné letadlo                                |                   | 3               | |
| McDonnell Douglas F-15 Eagle          |                 | USA             | stíhač k vybojování vzdušné nadvlády          | F-15D             | 26              | |
| General Dynamics F-16 Fighting Falcon |                 | USA             | víceúčelové stíhací letadlo                   | F-16D             | 150             | |
| Lockheed Martin F-35 Lightning II     |                 | USA             | víceúčelové stíhací letadlo                   | F-35A             | 26              | |
| Cirrus SR20                           |                 | USA             | cvičné letadlo                                | T-53A             | 25              | |
| Beechcraft T-6 Texan II               |                 | USA             | cvičné letadlo                                |                   | 446             | |
| Northrop T-38 Talon                   |                 | USA             | cvičné letadlo                                | T-38A/C           | 505             | |
| Lockheed U-2                          |                 | USA             | cvičné letadlo                                | TU-2S             | 4               | |
| Bell UH-1 Iroquois                    |                 | USA             | cvičný vrtulník                               | TH-1H             | 40              | |
| Grob G 120 TP                         |                 | Německo         | cvičné letadlo                                |                   | 5               | |
| Embraer EMB 314                       |                 | Brazílie        | cvičné letadlo                                |                   | 9               | Objednaný další 1. |
| Vrtulníky                             |                 |                 |                                               |                   |                 | |
| Bell Boeing V-22 Osprey               |                 | USA             | dopravní konvertoplán                         | CV-22B            | 50              | Objednaný další 1. |
| Sikorsky HH-60 Pave Hawk              |                 | USA             | dopravní vrtulník                             | HH-60G/U/W/MH-60G | 84              | Objednaných dalších 22. |
| Bell UH-1N Twin Huey                  |                 | USA             | užitkový vrtulník                             | UH-1N             | 65              | |
| AgustaWestland AW139                  |                 | USA             | užitkový vrtulník                             | MH-139            |                 | Objednaných 84 mají nahradit Bell UH-1N Twin Huey. |
| Bezpilotní letadla                    |                 |                 |                                               |                   |                 | |
| General Atomics MQ-1 Predator         |                 | USA             | bezpilotní letadlo                            | MQ-1B             | 150             | |
| General Atomics MQ-9 Reaper           |                 | USA             | bezpilotní letadlo                            | MQ-9              | 163             | |
| Lockheed Martin RQ-170 Sentinel       |                 | USA             | bezpilotní letadlo                            |                   | neznámý počet   | |